# Quel petit vélo à guidon chromé au fond de la cour ?

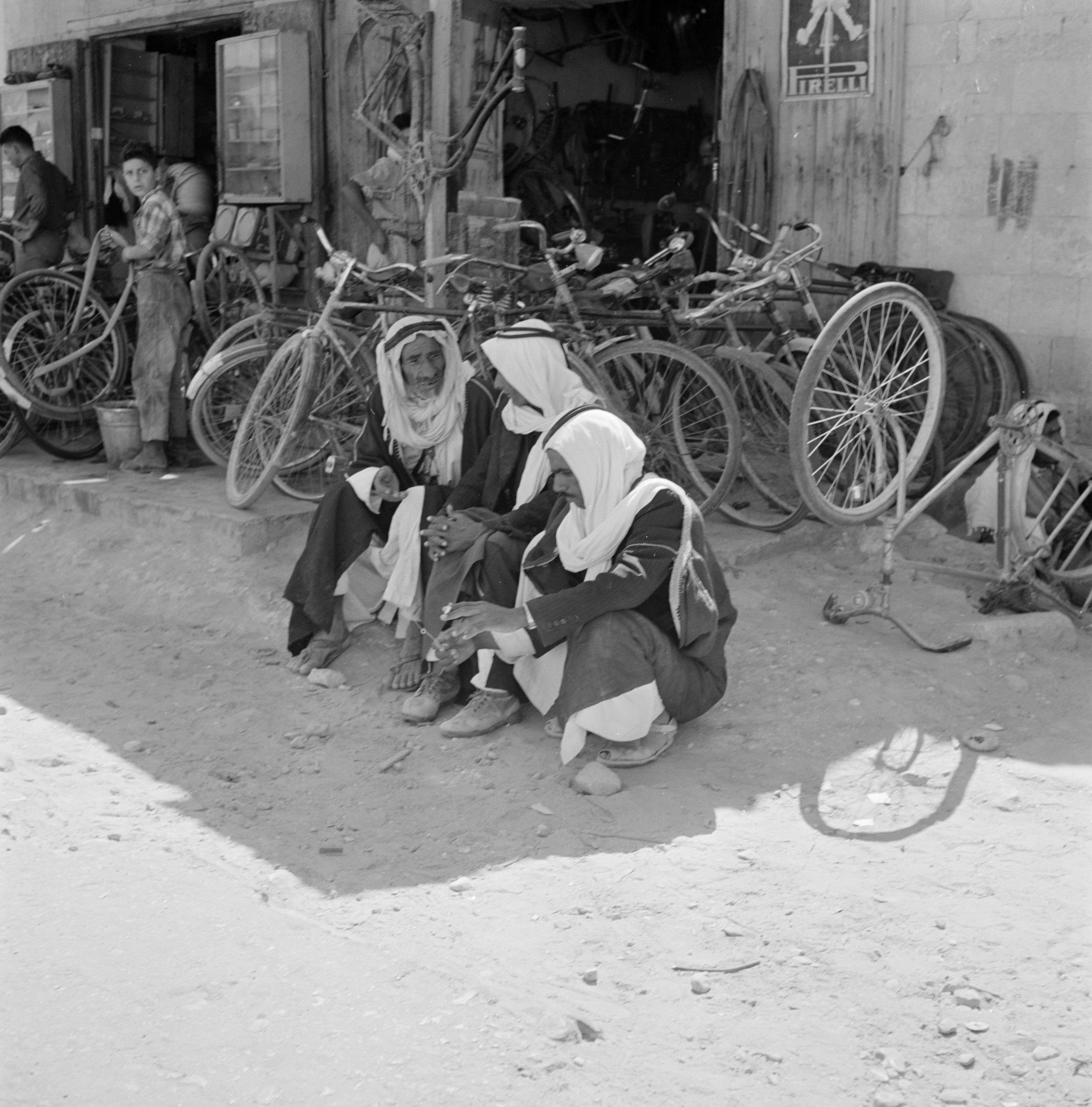
Atelier de réparation de bicyclettes à Beer-Sheva, 1960.

Quel petit vélo à guidon chromé au fond de la cour ? est un roman court de l'écrivain français Georges Perec, paru en 1966.

## Résumé
Un groupe de copains du dénommé Henri Pollack, présentement sous les drapeaux depuis quatorze mois au Fort Vieux de Vincennes, tente avec beaucoup de mal d'aider un autre appelé du contingent, Kara quelque chose — dont le nom est décliné sous soixante douze formes différentes tout au long du roman —, à se faire réformer pour lui éviter d'avoir à servir en Algérie pendant la guerre d'indépendance. De multiples stratagèmes sont échafaudés au cours d'un récit aux allures de pochade potache.
Dans un style très libre et joyeusement spontané, de nombreux néologismes savoureux alternent avec de subtiles citations savantes ou déguisées et les passages au ton précieux et affecté se mélangent avec les expressions populaires parfois teintées de vulgarité. L'ouvrage se termine par un index, non achevé, de toutes les figures de style appelées « fleurs et ornements » de la rhétorique classique repérées par l'auteur a posteriori.
Le nom du protagoniste fait référence à l'affaire Ben Barka et dévoile, sous l'aspect d'un jeu rhétorique, l'engagement du jeune Perec pour l'indépendance des colonies.

## Adaptation
Bien que demeurant le moins commenté des romans de Georges Perec, ce texte a inspiré plusieurs adaptations par de petites compagnies théâtrales parmi lesquelles la mise en scène jubilatoire de Jean-Jacques Mateu pour la Cie toulousaine Petit Bois pour trois comédiens.
En août 2016, la compagnie Pirate a donné au théâtre l'intégralité du texte simplement distribué entre un comédien et une comédienne, Yann Garnier et Marie de Basquiat dans une mise en scène très perecquienne de Jean François Le Garrec.

## Éditions
- 1966 : Denoël, 105 p.
- 1982 : Denoël, avec illustrations d'Avoine, 94 p.  (ISBN 2-207-22797-9)
- 1982 : Gallimard, coll. « Folio » (no 1413), 118 p.  (ISBN 2-07-037413-0), dont la couverture est le Disque simultané de Robert Delaunay.
- 1988 : Denoël, 108 p.  (ISBN 2-207-23483-5)
- 2011 : Gallimard, coll. Folioplus classiques (no 215), 192 p., dossier et notes d'Isabelle Mimouni